# Felipe Arcos Pérez
Felipe Arcos Pérez (Uruguay, 17 de mayo de 2000) es un jugador profesional uruguayo de rugby que se desempeña en la posición de centro exterior en Peñarol Rugby, equipo perteneciente a la liga Super Rugby Américas.

## Carrera
Arcos Pérez comenzó su carrera deportiva con el equipo Old Boys Club. En 2022 se unió a Peñarol Rugby, donde lleva jugando tres temporadas. También es parte de la Selección de rugby de Uruguay.